# Klavirski koncert št. 3 (Rahmaninov)
Sergej Rahmaninov: Koncert za klavir in orkester št. 3, d mol, op. 30 (1909)
(Okviren čas trajanja: 45 minut)
Tretji klavirski koncert je eden izmed Rahmaninovih slogovnih vrhuncev. Nastal je v istem obdobju kot vrsta drugih pomembnih del, od Druge simfonije, Prve in Druge klavirske sonate in Liturgije sv. Janeza Krizostoma do cikla Preludijev op. 32. Novembra 1909 se je Rahmaninov odpravil na svojo prvo turnejo po Ameriki in tam naj bi predstavil tudi novo koncertno delo, napisano poleti istega leta. Sredi turneje pa se mu je vse skupaj uprlo, pretrgal je pogodbo za nadaljnje koncertiranje in se vrnil v Ivanovko. V Tretjem klavirskem koncertu je segel onkraj ustaljenih obzorij kompozicijske bistroumnosti in invencije. Koncert se začne s čudovito pritajeno, liturgično ubrano temo, zelo podobno melodiji večernic, ki jih pojejo v pečerskem samostanu v Kijevu. Glasbeno tkivo se kmalu razraste v simfonične razsežnosti. Posebno pozornost je Rahmaninov namenil pretočnosti zvočne materije – opustil je namreč za njegov slog značilne generalne pavze, ki se praviloma pojavljajo pred pomembnimi temami. Tematiko je tesno prepletel in pokazal subtilno mojstrstvo v razvijanju in povezovanju tonskega materiala. Kljub temu glasba diha bolje in lagodneje kot v njegovih prejšnjih simfoničnih stvaritvah. Podobno kot Druga simfonija izžareva tudi Tretji klavirski koncert polnokrvno in do konca razvito podobo skladateljevega izrazito osebnega melodičnega sloga. Harmonija je še bolj zapletena in polna kot po navadi, orkestracija razvejena do popolnosti, simfonični zamah pa drzen in velikopotezen. Rahmaninov je slovel po izjemni klavirski tehniki. Lastnosti, kot so natančnost, ritmični zagon, pretanjen legato in sposobnost za jasno in preprosto predstavljanje tega, kar je izjemno zapleteno, postavljajo izvajalcu posebne zahteve. Solist mora biti spreten in močan, predvsem pa sposoben za vživljanje v skrajna čustvena razpoloženja. 
Rahmaninov je bil tudi eden največjih pianistov 20. stoletja. V emigraciji (od leta 1917 do smrti je živel v Združenih državah Amerike) se je preživljal kot koncertni pianist. Dosledno je izvajal le svojo glasbo. Tretji klavirski koncert je posnel z Eugenom Ormandyjem in Philadelphijsko filharmonijo. Njegova interpretacija preseneča: je rahla, lirična, brez vsakega »junačenja«, izjemno tehnično izbrušena in ponekod vrtoglavo hitra.